# منطقه وواک
منطقه وواک یکی از منطقه های استان سپیک شرقی واقع در کشور پاپوآ گینه نو می باشد. مرکز این منطقه وواک است. این منطقه خود از ۵ فرمانداری محلی تشکیل می گردد که هر فرمانداری به منظور سهولت در امر آمارگیری خود به چند بخش تقسیم می شود.

## تقسیمات
این منطقه دارای ۵ فرمانداری محلی است که اسامی آن ها به شرح زیر است:
- فرمانداری محلی روستایی بوئیکین داگوآ
- فرمانداری محلی روستایی توروبو
- فرمانداری محلی روستایی جزایر وواک
- فرمانداری محلی روستایی وواک
- فرمانداری محلی شهری وواک